# 西田亮介
西田 亮介（にしだ りょうすけ、1983年5月10日 - ）は、日本の社会学者。 日本大学危機管理学部・大学院危機管理学研究科教授。
専門は公共政策、情報社会論。東京工業大学リベラルアーツ研究教育院准教授、国際大学グローバル・コミュニケーション・センター客員研究員、北海道大学大学院公共政策学連携研究部附属公共政策学研究センター研究員などを歴任した。

## 来歴
京都府京都市生まれ。奈良高の原で育つ。2006年9月、慶應義塾大学総合政策学部卒業。2009年3月、同大学大学院政策・メディア研究科修士課程修了、修士（政策・メディア）取得。2012年3月、同大学大学院政策・メディア研究科博士課程単位取得退学。2014年11月、博士（政策・メディア）取得。
2006年から2007年まで、慶應義塾大学SFC研究所研究員。2007年から2008年まで、楽天技術研究所客員研究助手。2009年から2010年まで、慶應義塾大学助教（有期・研究奨励Ⅱ）。2009年から2010年まで、サイバー大学メンター。2009年から2010年まで、東京工業大学世界文明センター国際シンポジウム委員。2010年4月から2012年3月まで、独立行政法人中小企業基盤整備機構経営支援情報センターリサーチャー。2010年4月から2012年3月まで、文教大学湘南総合研究所準研究員。
2010年4月から2013年3月まで、東洋大学経済学部非常勤講師。2011年4月から2013年3月まで、学習院大学法学部非常勤講師。2011年4月から2013年3月まで、デジタルハリウッド大学大学院デジタルコンテンツ研究科非常勤講師。2012年4月から2015年8月まで、立命館大学大学院先端総合学術研究科特別招聘准教授。2014年4月から2017年3月まで、京都精華大学ポピュラーカルチャー学部非常勤講師。2014年10月から2015年3月まで、総合研究開発機構客員研究員。2015年9月から2016年3月まで、東京工業大学大学マネジメントセンター准教授。2016年4月から、同リベラルアーツ研究教育院准教授。2018年4月から、同リーダーシップ教育院准教授。2024年4月1日より日本大学危機管理学部・大学院危機管理学研究科教授。東京大学公共政策大学院非常勤講師、東京工業大学リーダーシップ教育院非常勤講師等を兼任。

## 人物
- 情報と政治、情報化社会のジャーナリズム、無業社会等を研究[3]。
- 修士時代前半にはオンラインストアについて研究していた。
- 2009年の夏、知人のいろいろな大学院生や学部生を20人ほど集めて「現代のコミュニティ研究会」という勉強会を始めた。ゼミ長は鈴木謙介で、2008年に鈴木の主宰で1年間行われた「情報社会理論研究会」という勉強会の影響を受けたものである。そこから派生して、塚越健司、淵田仁、小野塚亮、天野彬らと.reviewプロジェクトを開始させた。
- 2010年3月15日から4月11日まで、ジュンク堂池袋店では.reviewのフェアが行われた。同年、TSUTAYA TOKYO ROPPONGI（現・六本木 蔦屋書店）では、原則毎月第4木曜日の20時から、ホストとなって「コミュニティ」をキーワードにする連続トークイベントを一年間行った。
- 2010年ごろの専門は、地方自治体、企業、非営利組織などの連携による地域活性化の分析と実践。
- 2012年、『思想地図』において東浩紀（哲学研究者）が中心となった新憲法草案の作成に、白田秀彰（法学者）、境真良（経済産業省官僚）、楠正憲（ヤフー技術調査室室長）らとともに参加している。
- サーフィンを趣味としており、サーフ・カルチャーの研究も行う。
- 2013年から、毎日新聞社客員研究員として毎日新聞社とネット選挙の共同研究、報道に取り組む。
- 2015年12月、JFNサードプレイス「西田亮介 Ride On The Politics」パーソナリティ。
- 2016年1月、Abema News「けやきヒル's NEWS」水曜日レギュラーコメンテーター。
- 2021年より、毎日新聞社「開かれた新聞委員会」委員[4]
- 2023年から、朝日新聞コメントプラスに参加。[5]
- 2023年9月、末松賞「革新的価値創造の基礎と展開」を受賞[6]
- 2024年6月14日、参議院政治改革に関する特別委員会において参考人意見陳述。[7]

## 著書

### 論文
- 国立情報学研究所収録論文 国立情報学研究所

### 単著
- ネット選挙―解禁がもたらす日本社会の変容　(2013年6月、東洋経済新報社) ISBN　978-4-492-21209-7
- ネット選挙とデジタル・デモクラシー　(2013年9月、NHK出版) ISBN　978-4-14-081614-1
- メディアと自民党　(2015年10月、角川新書) ISBN　978-4-04-102747-9
- マーケティング化する民主主義　(2016年4月、イースト新書) ISBN　978-4-7816-5065-4
- 不寛容の本質 なぜ若者を理解できないのか、なぜ年長者を許せないのか　(2017年2月、経済界新書) ISBN　978-4-7667-2064-8
- 政治はなぜわかりにくいのか　(2018年1月、春秋社) ISBN　978-4-393-33358-7
- 情報武装する政治　(2018年3月、KADOKAWA) ISBN　978-4-04-400286-2
- 「言葉」で読み解く平成政治史　(2019年7月、千倉書房) ISBN　978-4-8051-1178-9
- コロナ危機の社会学 感染したのはウイルスか、不安か　(2020年7月、朝日新聞出版) ISBN　978-4-02-251695-4
- 17歳からの民主主義とメディアの授業 ぶっちゃけ、誰が国を動かしているのか教えてください　(2022年3月25日、日本実業出版社) ISBN　978-4-534-05916-1

### 共著
- 大震災後の社会学　(2011年12月、講談社現代新書) 遠藤薫、高原基彰、新雅史、関谷直也　ISBN　978-4-06-288136-4
- ニッポンのジレンマぼくらの日本改造論　(2013年9月、朝日新書) 藤村龍至、古市憲寿、山崎亮、開沼博、藤沢烈、河村和徳、NHK Eテレ「ニッポンのジレンマ」制作班　 ISBN　978-4-02-273522-5
- 無業社会 働くことができない若者たちの未来 (2014年6月、朝日新書)　*共著者：工藤啓　ISBN　978-4-02-273565-2
- 高校生と考える日本の論点2020-30 (2020年4月、左右社) ISBN  978-4-86528-271-9
- 新プロパガンダ論　(2021年1月、ゲンロン)＊共著者：辻田真佐憲　ISBN  978-4-907188-40-5
- 「２０３０年日本」のストーリー―武器としての社会科学・歴史・イベント　(2023年3月、東洋経済新報社)  牧原出、安田洋祐、稲泉連、村井良太、饗庭伸 ISBN　978-4-492-50341-6
- 明日の自信になる教養2　幸せに生きるための政治（２０２４年２月、KADOKAWA)＊責任編集：池上彰　ISBN 978-4048975674
- 日本再生の道 (2025年4月23日、幻冬舎[8]) 共著者: 石丸伸二 ISBN 978-4344987654

### 編著
- 「統治」を創造する 新しい公共/オープンガバメント/リーク社会 (2011年12月、春秋社) 塚越健司共編　ISBN  978-4-393-33312-9
- 民主主義　(2016年1月、幻冬舎) 西田亮介編 文部省著　ISBN　978-4-344-98410-3

### 監修
- マンガでわかる社会学　(2023年10月、池田書店) ISBN  978-4-262-15589-0

## 出演
- ポリタスTV（YouTube、2020年6月22日）
- 西田亮介のRiding On The Politics（2023年1月 - 、シラス）
- ReHacQ−リハック−（YouTube）
- ABEMAヒルズ
- サンデー毎日デジタル「西田亮介の深層熟考」（２０２４年１０月 - 、ニコニコチャンネルプラス）
- 読売テレビ『そこまで言って委員会ＮＰ』
- 映画「妖怪の孫」(2023年）